# Combretum racemosum
Combretum racemosum är en tvåhjärtbladig växtart som beskrevs av Ambroise Marie François Joseph Palisot de Beauvois. Combretum racemosum ingår i släktet Combretum och familjen Combretaceae. Inga underarter finns listade i Catalogue of Life.